# Mīlestības saliņa
Mīlestības saliņa (Lille Kærlighedsø) er en ø i Kurzemes rajons i Riga i Letland, som befinder sig ved floden Daugavas venstre bred, hvor floden Buļļupe tilflyder Daugava, ved siden af Daugavgrīva Øen. Øen ligger i bydelen Daugavgrīva.
Mīlestības saliņa har en trekantet form. Mod den nordøstlige bred skyller Daugava, den vestlige bred Buļļupe og den sydlige bred Ločukanalen. Øen er lav, den gennemsnitlige højde er på 1 til 1½ meter, bestående af mose og tilvoksede små søer, træer og buske. Øens areal er på omkring 0,6 kvadratkilometer. Øen dannedes i det 19. århundredes anden halvdel mellem dæmningen og Buļļupes munding, efter udbygningen af dæmningen til regulering af Daugavas vanddybde.